# رالف كولمان
رالف كولمان (بالإنجليزية: Ralph Coleman)‏ هو لاعب كرة قاعدة أمريكي، ولد في 30 نوفمبر 1895 في كنبي في الولايات المتحدة، وتوفي في 8 يوليو 1990.